# Mazda CX-60
La Mazda CX-60 è un'autovettura del tipo crossover SUV, prodotta dalla casa automobilistica giapponese Mazda dal 2022.

## Profilo e contesto

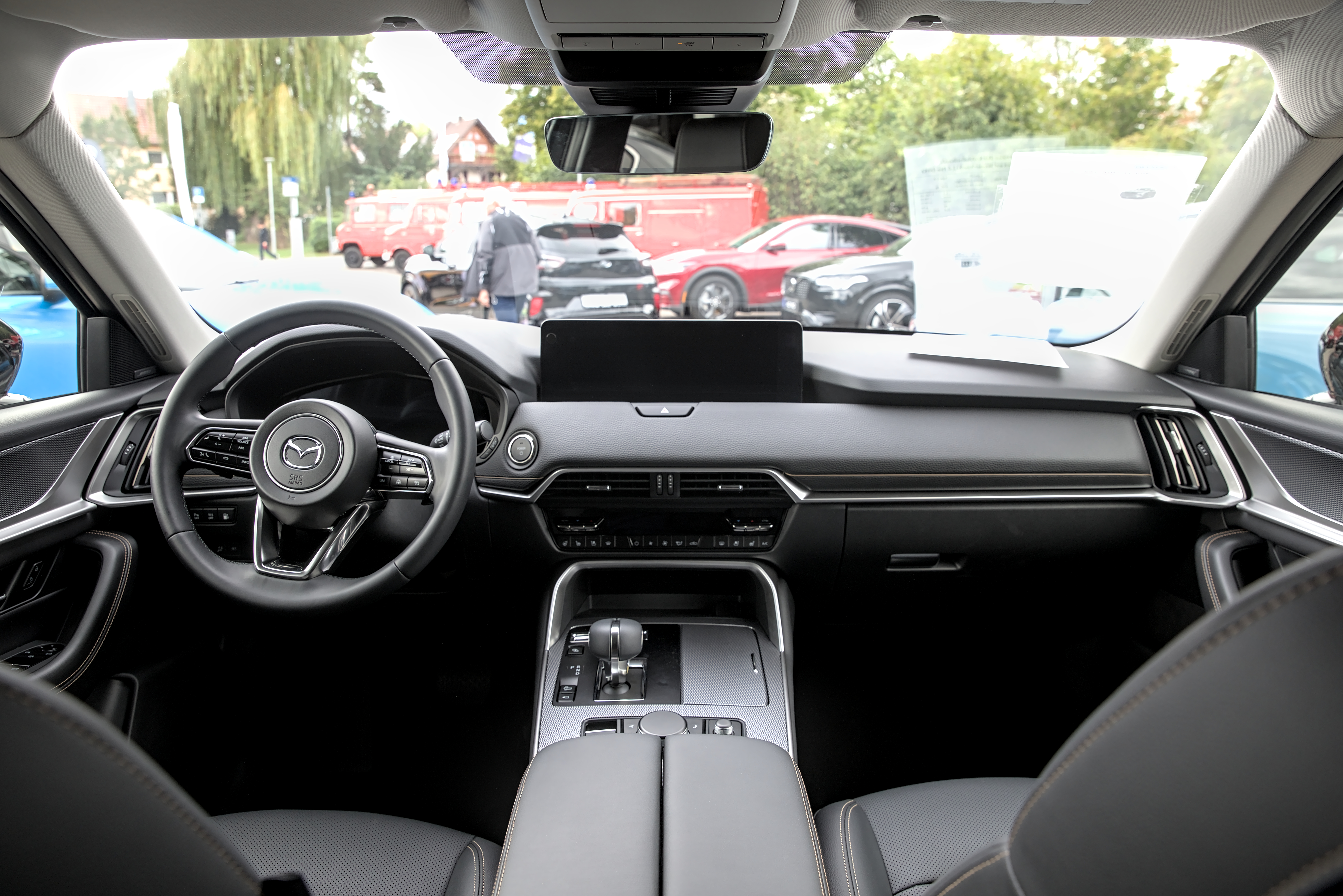
Interni

Si tratta della prima vettura Mazda che sfrutta la nuova piattaforma modulare Skyactiv. Inoltre è il primo veicolo della Mazda a trazione integrale con layout a motore longitudinale, nonché la prima a montare un  motore a sei cilindri in linea e ad essere disponibile in versione ibrida plug-in.
Presentata ufficialmente l'8 marzo 2022, dimensionalmente la CX-60 è più grande della CX-5 e CX-50, ma piccola della CX-8 e CX-9. 

## Specifiche e motori
Al lancio è disponibile la variante a benzina plug-in hybrid (PHEV), che utilizza il motore Skyactiv-G da 2,5 litri a quattro cilindri in linea aspirato già impiegato su altre vetture del marchio, a cui è abbinato un motore elettrico e una batteria agli ioni di litio da 17,8 kWh, che insieme erogano una potenza combinata di 241 kW (328 CV) e 500 Nm di coppia. La capacità di traino dichiarata è di 2500 kg, mentre lo 0–100 km/h viene coperto in 5,8 secondi.
Le altre motorizzazioni disponibili sono due unità inedite di nuova progettazione entrambe a sei cilindri in linea con sistema ibrido leggero a 48 Volt: un turbodiesel e-Skyactiv D da 3,3 litri e un benzina sovralimentato mediante un piccolo compressore elettrico e-Skyactiv X da 3,0 litri; quest'ultimo è dotato di un caratteristico sistema ad accensione differenziata, in cui quando è richiesta meno potenza ai bassi giri motore la combustione viene innescata per compressione spontanea come sulle vetture a ciclo Diesel e invece quando è richiesta più potenza ai regimi più elevati, essa avviene invece attraverso una scintilla innescata mediante una classica candela. Tutte le CX-60 hanno di serie il cambio automatico con 8 rapporti a convertitore di coppia azionato mediante una frizione multidisco, a cui però è integrato un moto-generatore elettrico che sostituisce il classico convertitore idraulico presente su questa tipologia di trasmissione.